# Пазник крапчатый
Па́зник кра́пчатый (лат. Hypochaéris maculáta) — вид многолетних травянистых растений, относящийся к роду Пазник (Hypochaeris) семейства Сложноцветные (Asteraceae). Ранее вместе с группой близких видов в зависимости от классификации выделялся в род Trommsdorffia (троммсдорфия), либо Achyróphorus (прозанник).

## Ботаническое описание

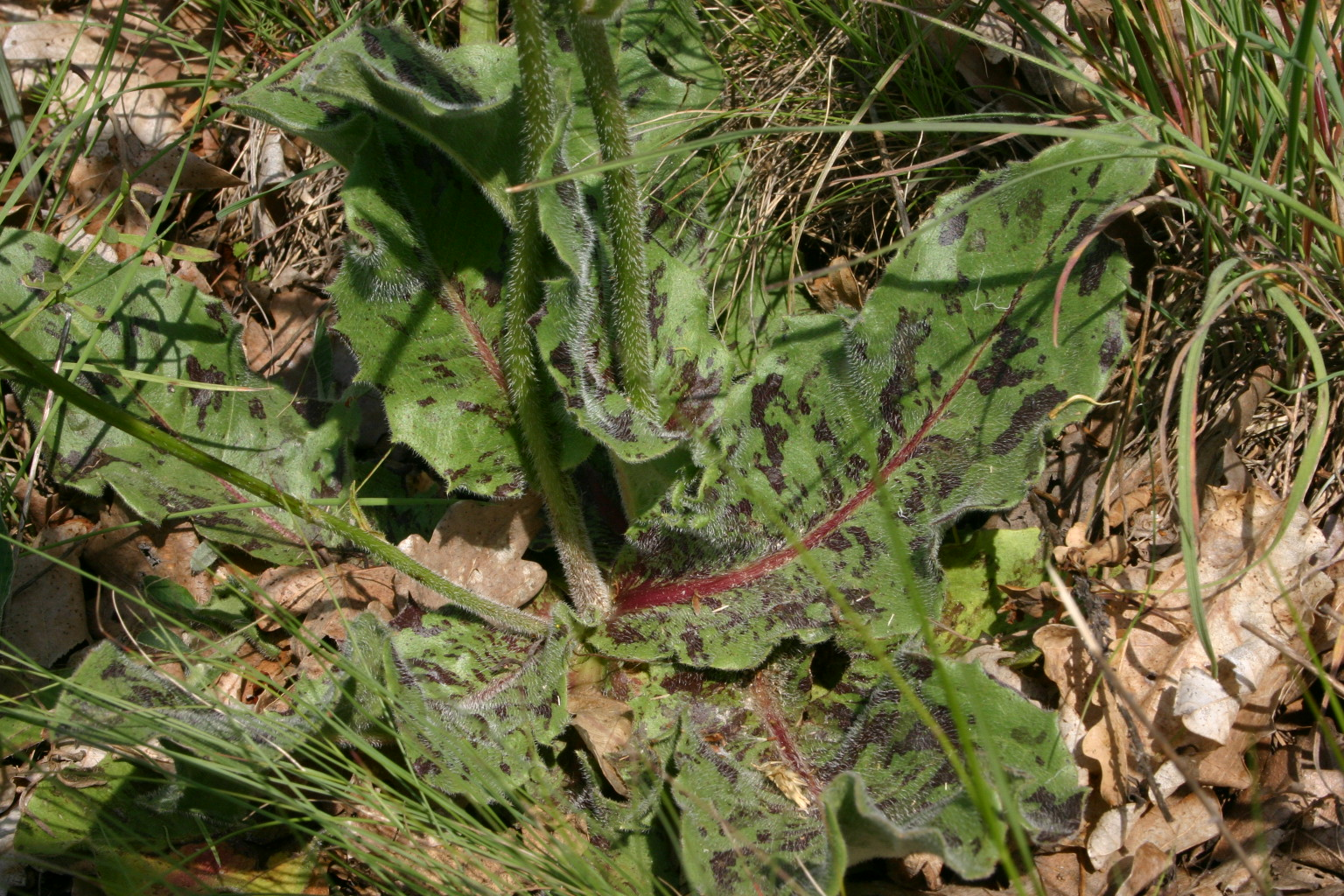
Нижняя часть растения с пятнами на листьях

Многолетнее травянистое растение с утолщённым разветвлённым стержневым корнем, достигающим в шейке 1,5 см. 
Стебель единственный или их несколько, 20—75 см и более высотой, они покрыты жестковатым оттопыренным опушением, особенно заметным в нижней их части, реже почти голые, простые или разветвлённые, обыкновенно с одним узким листом, реже с несколькими небольшими листьями. 
Листья, собранные в прикорневую розетку, желтовато-зелёные, часто с коричневато-фиолетовыми прожилками или пятнами, сверху по средней жилке красноватые или бледные. Пластинка листа 4—15 см и более длиной, 2—5 см шириной, эллиптическая, яйцевидная, обратнояйцевидная, на конце тупые или несколько островатые, по краю цельные или с несколькими неглубокими выемками и зубцами, покрытые с обеих сторон жестковатым прижатым белым опушением.
Корзинки одиночные на верхушке стебля или на концах веточек, иногда несколько расширенных прямо под корзинкой, 3—6,5 см в диаметре. Обёртка продолговатая, 15—30 мм шириной, многорядная, листочки её черноватые, ланцетные, с жёсткими простыми волосками, по краю нередко опушённые. Цветки язычковые, 3,5—5 см длиной, лимонно-жёлтые, язычок на верхушке пятизубчатый. Цветоложе плоское, с крупными острыми бесцветными чешуйками.
Семянки 5—7 мм длиной, коричневые, поперечноморщинистые, с 5 продольными рёбрами, с длинным носиком, переходящим в беловатый однорядный хохолок 6—11 мм длиной.

## Распространение
Широко распространённое евросибирское растение. Встречается от Пиренейского полуострова, Южной Франции, Северной Италии, севера Балканского полуострова и юга Европейской части России до Скандинавии, Карелии, Центральной России, Южной Сибири, Центральной Азии. Включен в ботанический атлас растений Ленинградской области.
Преимущественно лугово-степное растение.

## Значение и применение
Охотно поедается алтайским маралом (Cervus elaphus sibiricus Severtzow).

## Классификация

### Таксономия[5]
Hypochaeris maculata L., 1753, Sp. Pl. : 810
Вид Пазник крапчатый относится к роду Пазник (Hypochaeris) семейства Астровые (Asteraceae) порядка Астроцветные (Asterales). Кладограмма в соответствии с Системой APG IV по состоянию на июнь 2023 года:
|  |                                      |  |                                   |                                   |                    |  | ещё 10 семейств | ещё 10 семейств |                  |  |                         |  | еще 74 подтвержденных вида и 73 таксонf, ожидающих подтверждения | еще 74 подтвержденных вида и 73 таксонf, ожидающих подтверждения |  |
|  |                                      |  |                                   |                                   |                    |  | ещё 10 семейств | ещё 10 семейств |                  |  |                         |  | еще 74 подтвержденных вида и 73 таксонf, ожидающих подтверждения | еще 74 подтвержденных вида и 73 таксонf, ожидающих подтверждения |  |
|  |                                      |  |                                   | порядок Астроцветные              |                    |  |                 |                 | род Пазник       |  |                         |  |                                                                  |                                                                  |  |
|  |                                      |  |                                   | порядок Астроцветные              |                    |  |                 |                 | род Пазник       |  | 2 внутривидовых таксона |  |                                                                  |                                                                  |  |
|  | отдел Цветковые, или Покрытосеменные |  |                                   |                                   | семейство Астровые |  |                 |                 | Пазник крапчатый |  |                         |  |                                                                  |                                                                  |  |
|  | отдел Цветковые, или Покрытосеменные |  |                                   |                                   |                    |  |                 |                 |                  |  |                         |  |                                                                  |                                                                  |  |
|  |                                      |  | ещё 63 порядка цветковых растений | ещё 63 порядка цветковых растений |                    |  |                 | ещё 1787 родов  | ещё 1787 родов   |  |                         |  |                                                                  |                                                                  |  |
|  |                                      |  |                                   | ещё 63 порядка цветковых растений |                    |  |                 |                 | ещё 1787 родов   |  |                         |  |                                                                  |                                                                  |  |

### Внутривидовые таксоны
- Hypochaeris maculata subsp. maculata
- Hypochaeris maculata subsp. pelivanovicii (Velen.) Hayek

### Синонимы
- Achyrophorus microcephalus  Czetz
- Achyrophorus maculatus var. pinnatifidus  Uechtr.
- Hypochaeris pyrenaea  Sennen
- Achyrophorus maculatus var. alpestris  Schur
- Achyrophorus maculatus var. longifolius  G.Froel.
- Trommsdorffia maculata var. maculata
- Hypochaeris maculata subsp. carpathica  (Pax) Soó
- Achyrophorus maculatus var. obtusifolius  Schur
- Achyrophorus maculatus var. ramosissimus  Schur
- Achyrophorus maculatus var. alpicola  Schur
- Achyrophorus maculatus var. oblongifolius  DC.
- Trommsdorffia maculata subsp. maculata
- Achyrophorus maculatus var. maculatus
- Trommsdorffia maculata  (L.) Bernh.